# Seán Óg Graham
Seán Óg Graham is een Noord-Ierse bespeler van de diatonische accordeon en de gitaar. Hij is afkomstig uit Portglenone, County Antrim, Noord-Ierland. Hij heeft al verschillende competities met zijn diatonische accordeon gewonnen. Seán was medewerker van de band Solas bij hun optredens in Europa en Ierland. Hij studeert aan het Irish World Music Centre van de Limerick University en is tegenwoordig lid van de traditionele band Beoga, die al twee albums op hun naam hebben staan.

## Discografie
- A Lovely Madness – met Beoga - 2004
- Mischief – met Beoga - 2007